# Sagridola armiventris
Sagridola armiventris là một loài bọ cánh cứng trong họ Cerambycidae.